# Juniata (Nebraska)
Juniata – wieś w Stanach Zjednoczonych, w stanie Nebraska, w hrabstwie Adams.